# Brachyphaea fagei
Brachyphaea fagei is een spinnensoort uit de familie van de loopspinnen (Corinnidae).
De wetenschappelijke naam van de soort werd in 1939 gepubliceerd door Lodovico di Caporiacco.